# Liste der Biografien/Siel
Liste der Biografien |
Portal Biografien |
Personensuche
# |
A |
B |
C |
D |
E |
F |
G |
H |
I |
J |
K |
L |
M |
N |
O |
P |
Q |
R |
S |
T |
U |
V |
W |
X |
Y |
Z |
?
 
Sa |
Sb |
Sc |
Sd |
Se |
Sf |
Sg |
Sh |
Si |
Sj |
Sk |
Sl |
Sm |
Sn |
So |
Sp |
Sq |
Sr |
Ss |
St |
Su |
Sv |
Sw |
Sy |
Sz
 
Sia |
Sib |
Sic |
Sid |
Sie |
Sif |
Sig |
Sih |
Sii |
Sij |
Sik |
Sil |
Sim |
Sin |
Sio |
Sip |
Siq |
Sir |
Sis |
Sit |
Siu |
Siv |
Siw |
Six |
Siy |
Siz
 
Sieb |
Siec |
Sied |
Sief |
Sieg |
Sieh |
Siek |
Siel |
Siem |
Sien |
Siep |
Sier |
Sies |
Siet |
Sieu |
Siev |
Siew |
Siey
Die Liste der Biografien führt alle Personen auf, die in der deutschsprachigen Wikipedia einen Artikel haben. Dieses ist eine Teilliste mit 38 Einträgen von Personen, deren Namen mit den Buchstaben „Siel“ beginnt.

## Siel
- Siel, Lene (* 1968), dänische Sängerin

### Siela
- Sielaff, Erich (1889–1960), deutscher Literaturwissenschaftler und Volkskundler
- Sielaff, Horst (* 1937), deutscher Politiker (SPD), MdB
- Sielaff, Max (1860–1929), deutscher Ingenieur und Unternehmer
- Sielaff, Volker (* 1966), deutscher Autor
- Sielaff, Wolfgang (* 1942), deutscher Kriminalist
- Sielańczyk, Andrzej (* 1950), polnischer Politiker, Sejm-Abgeordneter
- Sieland, Bernhard (* 1945), deutscher Pädagogischer Psychologie und emeritierter Hochschullehrer

### Sielc
- Sielck, Piet (* 1964), deutscher Songwriter, Produzent, Gitarrist und Sänger
- Sielcken, Hermann (1850–1917), deutsch-amerikanischer Kaufmann und Unternehmer, Mäzen

### Siele
- Sielecki, Christof (* 1974), deutscher Schachspieler
- Sielecki, Hubert (* 1946), österreichischer Künstler, Filmregisseur
- Sielemann, Friedo (* 1962), deutscher Diplomat
- Sielemann, Jürgen (* 1944), deutscher Archivar und Historiker
- Sieler, Bastian (* 1987), deutscher Politiker (parteilos), Oberbürgermeister der Stadt StendalBastian Sieler (* 1987)

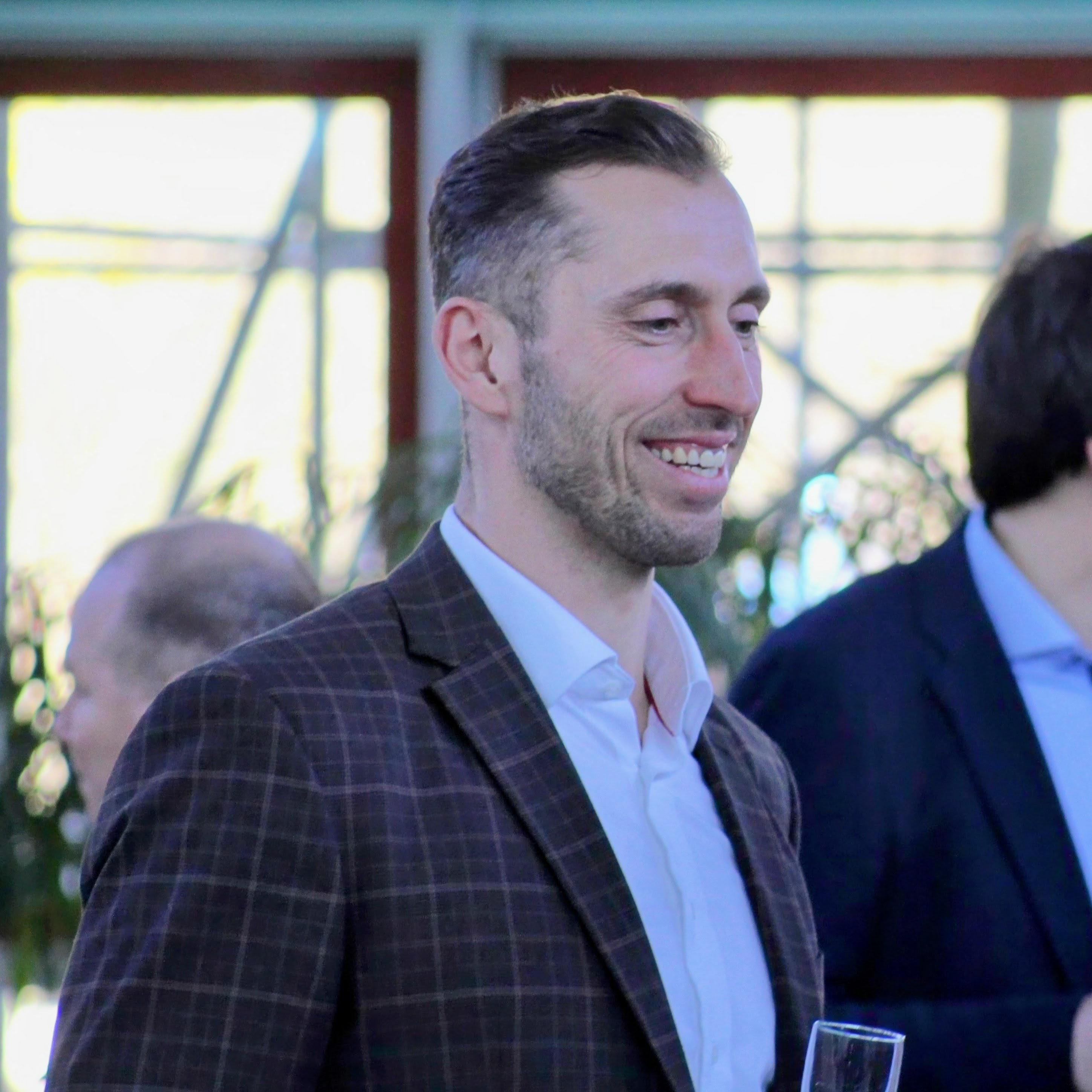
Bastian Sieler (* 1987)

- Sieler, Clemens (1959–1990), deutscher Bildhauer
- Sieler, Ernst (1893–1983), deutscher Offizier, zuletzt Generalleutnant im Zweiten Weltkrieg
- Sieler, Hans-Joachim (* 1939), deutscher Chemiker und Hochschullehrer
- Sieler, Manfred (1927–1971), deutscher Bildhauer und Professor an der Kunstakademie in Düsseldorf
- Sieler, Ruth (1911–1976), deutsche Musikpädagogin
- Sieler, Wolfgang (1930–2001), deutscher Gewerkschafter und Politiker (SPD), MdB
- Sielermann, Karl (1849–1936), deutscher Politiker (DNVP), MdR
- Sielert, Uwe (* 1949), deutscher Sexualpädagoge und Hochschullehrer

### Sieli
- Sielicki, Aleksander (* 1951), polnischer Künstler
- Sieling, Andreas (* 1964), deutscher Organist und Hochschullehrer
- Sieling, Birte (* 1986), deutsche Schauspielerin und Synchronsprecherin
- Sieling, Carsten (* 1959), deutscher Politiker (SPD), MdBB, MdB
- Sieling, Hans-Hermann (1917–1991), deutscher Pädagoge und Politiker (CDU)
- Sielisch, Ute (* 1924), deutsche Schauspielerin

### Sielk
- Sielke, Sabine (* 1959), deutsche Kulturwissenschaftlerin und Hochschullehrerin

### Sielm
- Sielmann, Heinz (1917–2006), deutscher Tierfilmer, Fernsehmoderator und AutorHeinz Sielmann (1917–2006)

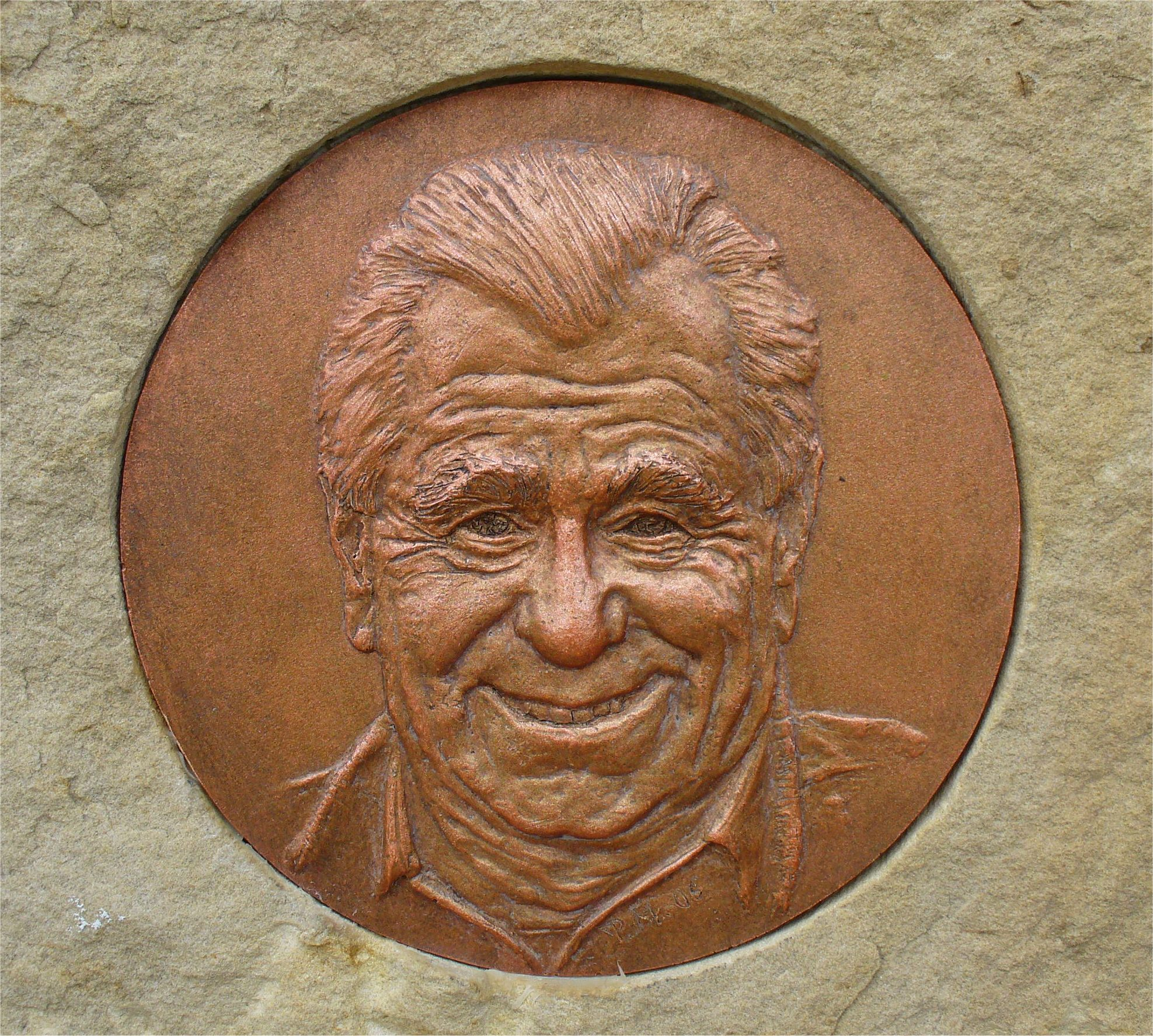
Heinz Sielmann (1917–2006)

- Sielmann, Inge (1930–2019), deutsche Naturschützerin

### Sielo
- Sieloff, Anke (* 1965), deutsche Opern-, Operette-, Musical- und Chansonsängerin (Sopran/Mezzosopran)
- Sieloff, Anna (* 1992), US-amerikanische Fußballtorhüterin
- Sieloff, Klaus-Dieter (1942–2011), deutscher Fußballspieler
- Sieloff, Patrick (* 1994), US-amerikanischer Eishockeyspieler
- Sieloff, Werner (1898–1974), deutscher Maler und Grafiker

### Siels
- Sielska-Reich, Margit (1900–1980), polnisch-ukrainische Malerin